# شمعي المنقار البرتقالي الخدود
شمعي المنقار البرتقالي الخدود (الاسم العلمي: Estrilda melpoda) (بالإنجليزية: Orange-cheeked Waxbill)‏ هو نوع من الطيور يتبع جنس الشمعي المنقار من فصيلة شمعية المنقار.